# Saint-Médard (Haute-Garonne)
Saint-Médard település Franciaországban, Haute-Garonne megyében. Lakosainak száma 224 fő (2022. január 1.). Saint-Médard Beauchalot, Castillon-de-Saint-Martory, Labarthe-Inard, Landorthe és Savarthès községekkel határos.

## Népesség
A település népessége az elmúlt években az alábbi módon változott:
| Lakosok száma | 148  | 185  | 232  | 199  | 215  | 221  | 221  | 223  | 224  | 224  |
|               | 1968 | 1982 | 1990 | 2006 | 2013 | 2015 | 2017 | 2019 | 2020 | 2022 |